# العلاقات الإسواتينية التشيلية
العلاقات الإسواتينية التشيلية هي العلاقات الثنائية التي تجمع بين إسواتيني وتشيلي.

## مقارنة بين البلدين
هذه مقارنة عامة ومرجعية للدولتين:
| وجه المقارنة                                              | إسواتيني                                   | تشيلي                         |
| --------------------------------------------------------- | ------------------------------------------ | ----------------------------- |
| المساحة (كم2)                                             | 17.36 ألف                                  | 756.10 ألف                    |
| عدد السكان (نسمة)                                         | 1.37 مليون                                 | 17.37 مليون                   |
| الكثافة السكانية (ن./كم²)                                 | 78.92                                      | 22.97                         |
| العاصمة                                                   | لوبامبا، مبابان                            | سانتياغو                      |
| اللغة الرسمية                                             | لغة إنجليزية، لغة سوازي                    | اللغة الإسبانية               |
| العملة                                                    | ليلانغيني سوازيلندي                        | بيزو تشيلي، وحدة حساب تشيلية ‏ |
| الناتج المحلي الإجمالي (بليون دولار)                      | 4.41 مليار                                 | 277.08 مليار                  |
| الناتج المحلي الإجمالي (تعادل القوة الشرائية) بليون دولار | 11.13 مليار                                | 419.39 مليار                  |
| الناتج المحلي الإجمالي الاسمي للفرد دولار أمريكي          | 3.20 ألف                                   | 13.42 ألف                     |
| الناتج المحلي الإجمالي للفرد دولار أمريكي                 | 8.29 ألف                                   | 22.07 ألف                     |
| مؤشر التنمية البشرية                                      | 0.531                                      | 0.832                         |
| رمز المكالمات الدولي                                      | +268                                       | +56                           |
| رمز الإنترنت                                              | .sz                                        | .cl                           |
| المنطقة الزمنية                                           | التوقيت القياسي لجنوب أفريقيا، ت ع م+02:00 | 00، 00، 00، 00                |

## منظمات دولية مشتركة
يشترك البلدان في عضوية مجموعة من المنظمات الدولية، منها:
| علم المنظمة | اسم المنظمة                               | تاريخ انضمام إسواتيني | تاريخ انضمام تشيلي |
| ----------- | ----------------------------------------- | --------------------- | ------------------ |
|             | مؤسسة التنمية الدولية                     | 22 سبتمبر 1969        | 30 ديسمبر 1960     |
|             | يونسكو                                    | 25 يناير 1978         | 7 يوليو 1953       |
|             | وكالة ضمان الاستثمار متعدد الأطراف        | 18 أبريل 1990         | 12 أبريل 1988      |
|             | الأمم المتحدة                             | 24 سبتمبر 1968        | 24 أكتوبر 1945     |
|             | الاتحاد البريدي العالمي                   | ?                     | ?                  |
|             | البنك الدولي للإنشاء والتعمير             | 22 سبتمبر 1969        | 31 ديسمبر 1945     |
|             | الاتحاد الدولي للاتصالات                  | 11 نوفمبر 1970        | 1908               |
|             | منظمة حظر الأسلحة الكيميائية              | ?                     | ?                  |
|             | مؤسسة التمويل الدولية                     | 22 سبتمبر 1969        | 15 أبريل 1957      |
|             | المركز الدولي لتسوية المنازعات الاستشارية | 14 يوليو 1971         | 24 أكتوبر 1991     |
|             | منظمة التجارة العالمية                    | ?                     | ?                  |
|             | منظمة الشرطة الجنائية الدولية             | ?                     | ?                  |

## وصلات خارجية
- موقع وزارة الخارجية التشيلية